# Erica pectinifolia
Erica pectinifolia är en ljungväxtart som beskrevs av Richard Anthony Salisbury. Erica pectinifolia ingår i släktet klockljungssläktet, och familjen ljungväxter. Utöver nominatformen finns också underarten E. p. oblongifolia.